# عبد الله فكري
عَبْد الله فكري باشا (1250 هـ - 1306 هـ‍ / 1834 - 1889م) وزير وباحث كاتب وأديب مصري. له نظم. 

## سيرته
ولد عَبْد الله فكري باشا بن محمد بليغ ابن عَبْد الله بن محمد في مكة المكرمة عام 1250هـ/ 1834م. وكان والده قد ذهب إليها مع جيش والي مصر إبراهيم باشا ونشأ في القاهرة، وتعلم في الأزهر. كان وكيلاً لنظارة المعارف، فكاتباً أول في مجلس النواب، فناظراً للمعارف المصرية سنة 1299 هـ واستقال بعد أربعة أشهر. اتهم بالاشتراك في الثورة العرابية، فسجن، وبرئ. اختير سنة 1306 هـ، رئيساً للوفد العلمي المصري في مؤتمر إستوكهولم.

## آثاره
له كتب، منها: 
1. «الفوائد الفكرية».
2. «المملكة الباطنية».
3. «شرح بديعية صفوت».
4. «نظم اللآل في الحِكَم والأمثال» طُبع بشرح عبد المعين المَلُّوحي.[3]
5. رسائل ومقالات.[4]

ولمحمد عبد الغني حسن، كتاب «عَبْد الله فكري: عصره، حياته، أدبه» جاء فيه: اقتنيت إضبارة من أوراقه الخاصَّة، تشتمل على مُسَوَّدة «رحلته» إلى إستوكهولم، بخطه، غير تامة، و«ديوان شعره» بخطه أيضًا، صغير، كتب عليه: «من نظم الفقير عَبْد الله فكري بن محمد بليغ بن عَبْد الله بن محمد بن عَبْد الله» وفيه مساجلات شعرية كانت بينه وبين بعض معاصريه كالأمير شكيب أرسلان، والشيخ الليثي، وأحمد فارس الشدياق صاحب الجوائب. ومُسَوَّدة «أنموذج كتاب لتعليم صغار الأطفال» من تأليفه، وجزأين من «دفاتره» بخطه، كتب على أحدهما: «الجزء الثالث من الدفتر، لجامعه عَبْد الله فكري» وفيها فوائد، في الأدب والاجتماع والجغرافية وغيرها، وكتابات من إنشائه، تدلُّ على أنه كان يُجيد مع العربية التركية والفرنسية، ومسودة «نبذة في عقائد الايمان وقواعد الإسلام على مذهب أبي حنيفة النعمان» من تأليفه، بخطه أيضًا.

## وفاته
توفي عبد الله فكري في القاهرة عام 1306هـ/ 1889م.

## وصلات خارجية
- تراجم مشاهير الشرق في القرن التاسع عشر (الجزء الثاني)، الفصل السادس والخمسون، عبد الله باشا فكري.